# Placoblatta rugosa
Placoblatta rugosa är en kackerlacksart som beskrevs av Bei-Bienko 1969. Placoblatta rugosa ingår i släktet Placoblatta och familjen jättekackerlackor.
Artens utbredningsområde är Vietnam. Inga underarter finns listade i Catalogue of Life.